# Berejki
Berejki (en rus: Бережки) és un poble de l'óblast de Vladímir, a Rússia, segons el cens del 2010 tenia 9 habitants. Pertany al districte de Kirjatx.